# Vörös Ökör Fogadó
Az aradi Vörös Ökör Fogadó műemlék épület Romániában, Arad megyében. A romániai műemlékek jegyzékében az AR-II-m-B-00574 sorszámon szerepel.